# Susannah Mushatt Jones
Susannah Mushatt Jones (Lowndes County, 6 juli 1899 – Brooklyn, 12 mei 2016) was een Amerikaanse supereeuwelinge. Ze was met haar 116 jaar de oudste persoon ter wereld sinds het overlijden van haar zes weken oudere landgenote Jeralean Talley op 17 juni 2015 tot haar eigen dood bijna één jaar later. Destijds behoorde zij tot de 10 oudste mensen ooit.

## Levensloop
Ze werd geboren als Susannah Mushatt in een gezin met elf kinderen. Haar ouders waren Afro-Amerikaanse deelpachters. Nadat ze in 1922 haar middelbare school had afgerond, ging ze op de boerderij van haar ouders werken. Later werd ze kinderjuffrouw. In 1928 huwde ze Henry Jones, van wie ze na vijf jaar is gescheiden. Susannah Jones had geen kinderen. Ze woonde in New York. Volgens Jones zelf dankte ze haar hoge leeftijd aan veel dutjes doen. Ze at ruim een eeuw dagelijks bacon and eggs. Mushatt Jones was de laatste jaren van haar leven blind en vrijwel volledig doof. Ze was tevens de laatste Amerikaanse staatsburger die nog in de 19e eeuw geboren was.